# Шмырёв, Максим Витальевич
Максим Витальевич Шмырёв (род. 30 ноября 1971 года в Москве) — российский спортсмен, игрок в настольный теннис, мастер спорта международного класса. Вице-президент и член исполнительного комитета Федерации настольного тенниса России. 19 раз становился чемпионом России, из них 5 раз в одиночном разряде. Бронзовый призёр чемпионата Европы 1996 года в миксте. Самой высокой позицией в мировом рейтинге ITTF было 49-е место в 1992 году.
Комментирует трансляции матчей по настольному теннису на телевизионных каналах «Eurosport», «Россия-2», «НТВ+».

## Образование
В 2001 году окончил Финансовую Академию при Правительстве РФ по специальности «финансы и кредит».

## В юниорах
С 12 лет являлся членом юношеской сборной команды СССР. В 1985 году, в 14 лет, одним из первых в стране в этом возрасте, выполнил норматив мастера спорта СССР. В 1988 и 1989 годах на первенствах Европы среди юношей завоевал 2 золотых и 2 бронзовых медали. Был победителем и призёром многочисленных турниров в стране и на международной арене. В 1989 г. выполнил норматив на звание мастера спорта международного класса.

## В профессионалах
Является самым титулованным теннисистом России по общему количеству завоёванных медалей чемпионатов России. Завоевал более 35 медалей в разных категориях на чемпионатах России, из них 5 раз становился чемпионом России в личном зачёте, является лидером по завоёванным медалям на чемпионатах России.
В 1992 году, победив в отборочных играх в СССР и на европейском отборочном турнире, добился права участия на Олимпийских играх в Барселоне за СССР. С 2003 по 2005 года, в числе 16 звёзд мирового настольного тенниса и сборной Японии, играл в Японии в серии турниров «Super Circuit», где одержал победы на 2 турнирах общей серии.
Более 15 лет защищал цвета России, из них являлся лидером и капитаном сборной команды России на всех крупнейших международных соревнованиях, в том числе на 6 чемпионатах мира и 7 чемпионатах Европы. Является победителем и призёром открытых чемпионатов Бельгии, Японии, Китая, Польши, Румынии, Швейцарии, России, Эстонии, Бразилии, Марокко, Финляндии, Болгарии, Италии, Венгрии, Молдавии и др. С 2004 г. по 2007 г. выступал за клуб «Факел Газпрома» (Оренбург), с которым выиграл 2 золотых и 1 серебряную медали командного чемпионата России.

### Клубная карьера
С 1993 по 2002 выступал за клубы Бундеслиги (Германия).
С 2004 по 2007 выступал за российский клуб «Факел-Газпром» Архивная копия от 7 мая 2021 на Wayback Machine из Оренбурга, в составе которого он выиграл 2 золотых и 1 серебряную медали Командного Чемпионата России.
С 2007 по 2010 играл за команду «Виктория-МОЭК», с которой выиграл клубный чемпионат и Кубок России.

### Стиль игры
Правша, атакующий с обеих сторон. Особенности игры: один из первых игроков в мире начал системно использовать в своей игре скоростную рискованную игру близко у стола, введя в современный теннис того времени перекрутки со стола как справа, так и слева. Такая игра предвосхищала теннис того времени, однако при этом была очень нестабильной, так как технику такой игры приходилось создавать впервые.

### Чемпионаты мира по пинг-понгу
Максим Шмырёв является трёхкратным чемпионом мира по пинг-понгу, разновидности настольного тенниса, в которой играют ракетками с наждачной бумагой в качестве накладок. Максим выигрывал Чемпионат мира по пинг-понгу в 2011, 2013 и 2014 годах.
Первый чемпионат мира проходил в Лас-Вегасе. Все остальные чемпионаты мира по пинг-понгу проходили в Лондоне.

## Личная жизнь
На данный момент разведён, есть взрослая дочь Екатерина Шмырёва (родилась в 2003 году).